# Леонтьев, Алексей Иванович (1748)
Алексей Иванович Леонтьев (1748—1811) — полковник (1794) и действительный статский советник (1798) из рода Леонтьевых. С 1799 г. управлял дворцовым хозяйством Царского Села, где его именем названа Леонтьевская улица.
Его отец, Иван Осипович Большой, родился в семье стольника Осипа Романовича Леонтьева, который участвовал в азовском походе 1696 года. Владел в Епифанском уезде Тульской губернии имением Есенки.

## Биография

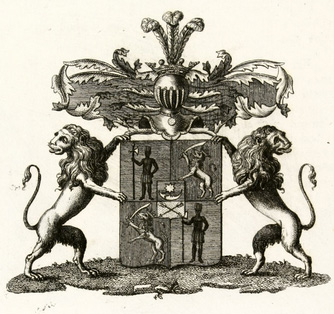
Герб дворянского рода Леонтьевых.

В возрасте 12 лет начал военную службу кадетом в Артиллерийской и инженерной шляхетской школе, а через шесть лет стал прапорщиком. Участник военных действий русских войск против Польши (1768), Турции (1769) и Швеции (1789). В 1783 году А. И. Леонтьев — майор артиллерии, в 1788 — в чине подполковника. В 1791 году награждён (за выслугу) орденом Св. Георгия IV класса (№ 854; 26 ноября 1791).
Уволен с военной службы по собственному прошению («по болезни») 28 апреля 1794 года в чине полковника.
Леонтьев получил чин действительного статского советника «при определении управлению Конторы Царскосельской» 16 февраля 1798 года (вместо действительного статского советника Изъединова). Переименован 29 апреля 1808 года в управляющие Царскосельского дворцового правления.
А. И. Леонтьев обращался к императору Павлу с докладами об улучшении положения окрестных крестьян и сохранения царскосельской резиденции. Сохранилось несколько выписок Павла Петровича к Леонтьеву с пожеланием отпустить в распоряжение архитектора Бренны те предметы из Царского Села, которые он сочтёт нужным употребить для укрепления других резиденций.

## Место погребения

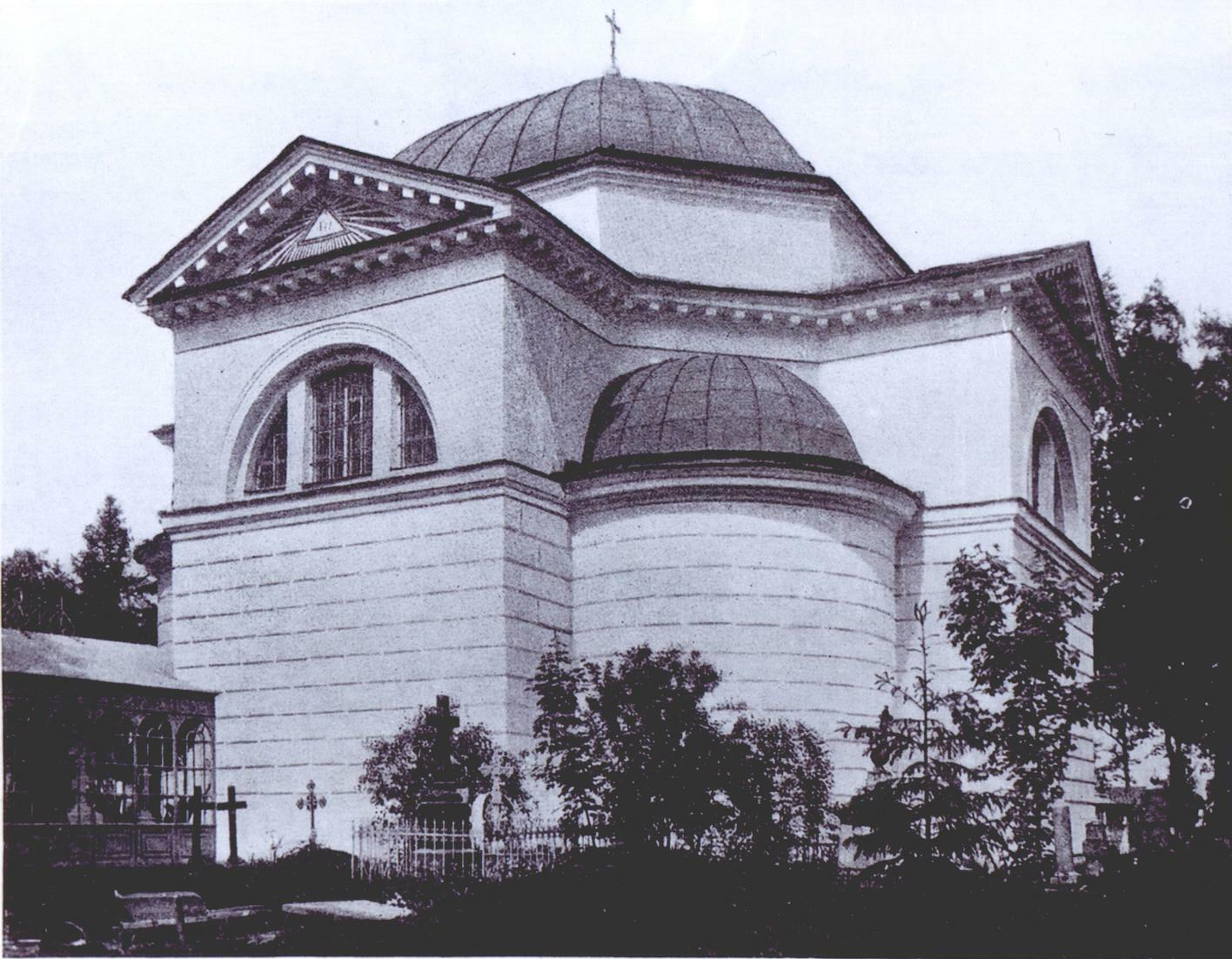
Церковь Казанской Божьей Матери, Царское Село. Казанское кладбище,1910

В апреле 1811 года 64-летний Алексей Иванович Леонтьев скончался. Он был похоронен в церкви Казанской Божьей Матери в Царском Селе.
По версии его потомков Алексей Иванович первоначально был захоронен в Епифанском уезде Тульской губернии, но позже по желанию его второй жены и уже после ее смерти, был перезахоронен в Царском Селе рядом с ней, с чем и связана путаница в дате смерти.

## Портрет
Существует два портрета неизвестных художников с изображенным на них офицером Артиллерийского полка. Возможно, один из них или оба являются портретами Алексея Ивановича Леонтьева. Один из них - портрет артиллерийского офицера 1759-1762 гг. - находится в ГИМ, а второй - Обер-офицер Бомбардирского полка, конца 1760-х гг. - находится в Музее Суворова, в Санкт-Петербурге.

## Семья
Дети от первого брака:
- Алексей Алексеевич (1771-01.11.1827), генерал-майор, шеф Тифлисского мушкетерского полка, затем Могилевского пехотного полка;
- Владимир Алексеевич (1776-18.07.1844), полковник;
- Михаил Алексеевич (13.08.1785-13.04.1861), капитан, мемуарист, помещик;
- Иван Алексеевич (ум. 25.12.1831), помещик
- Николай Алексеевич (ум.1815), полковник, командир 2-го Егерского полка, затем 1-го Карабинерного полка
- Наталья Алексеевна, помещица
- Александра Алексеевна

Второй брак с Марией Саввичной де Маври (1772—1808) был бездетным.